# ありふれた愛のストーリー
『ありふれた愛のストーリー』（原題・フランス語: Une histoire simple）は、1978年に製作・公開されたフランスと西ドイツの合作映画である。クロード・ソーテが監督（脚本も）、ロミー・シュナイダーとブリュノ・クレメール、クロード・ブラッスールが出演した。

## キャスト
- マリー：ロミー・シュナイダー
- ジョルジュ：ブリュノ・クレメール
- セルジュ：クロード・ブラッスール
- ジェローム：ロジェ・ピゴー（英語版、フランス語版）
- ガブリエル：アルレット・ボナール（フランス語版）
- フランシーヌ：フランシーヌ・ベルジェ（英語版、フランス語版）
- エステル：ソフィー・ドーミエ（英語版、フランス語版）

## スタッフ
- 監督：クロード・ソーテ
- 製作：ホルスト・ヴェンドラント
- 脚本：クロード・ソーテ、ジャン＝ルー・ダバディ
- 音楽：フィリップ・サルド
- 撮影：ジャン・ボフェティ
- 編集：ジャクリーヌ・ティエド
- プロダクションデザイン：ジョルジュ・レヴィ

## 映画賞受賞・ノミネーション
- 受賞
  - セザール賞主演女優賞：ロミー・シュナイダー
- ノミネーション
  - セザール賞作品賞：クロード・ソーテ
  - セザール賞監督賞：クロード・ソーテ
  - セザール賞主演男優賞：クロード・ブラッスール
  - セザール賞助演男優賞：クロード・ブラッスール（同時にノミネート）
  - セザール賞助演女優賞：アルレット・ボナール
  - セザール賞助演女優賞：エヴァ・ダルラン
  - セザール賞脚本賞：クロード・ソーテ、ジャン＝ルー・ダバディ
  - セザール賞撮影賞：ジャン・ボフェティ
  - セザール賞作曲賞：フィリップ・サルド
  - セザール賞音響賞：ピエール・ルノワール
  - アカデミー外国語映画賞